# FCK - sidste chance
FCK - sidste chance er en dansk dokumentarfilm fra 1998, der er instrueret af Jacob Thuesen.

## Handling
Fodbold er fighterånd, fællesskab og trofaste fans. Men det er også skuffelser, surt slid og cool business. Filmen følger fodboldklubben F.C. København over 13 måneder i sæsonen 1996/1997. Omdrejningspunktet er Kim Brink, nyansat træner, der skal føre den hårdt prøvede klub væk fra en faretruende placering i bunden af Superligaen. Der er store forventninger. Kan han indfri dem? En dokumentarfilm om moderne fodbold i professionelt regi. Med sans for detaljen, heftige klip, en effektiv musikalsk lydside og et nådesløst blik for ensomheden i fællesskabet vises trænerens, spillernes og fanklubbens forberedelser op til pokalfinalen mod Ikast.